# Wasperton
Wasperton – wieś w Anglii, w hrabstwie Warwickshire. Leży 7 km na południe od miasta Warwick i 130 km na północny zachód od Londynu.